# Убийства
„Убийства“ е български игрален филм (драма) от 1987 година, по сценарий и режисура на Веселин Бранев. Оператор е Светлана Ганева. Създаден е по мотиви от произведения на Антон Страшимиров. Музиката във филма е композирана от Божидар Петков.

## Актьорски състав
- Красимир Велков – Константин Стаменков
- Росица Шумарска
- Таня Губиделникова
- Никола Ханджийски
- Огнян Узунов
- Радосвета Василева
- Веселин Калановски
- Стоян Стоев
- Досьо Досев
- Йордан Биков
- Лилия Митова
- Марко Мангачев
- Стефан Димитров
- Мартин Христов
- Димитър Милушев
- Димитър Ангелов
- Ани Вълчанова
- Павел Дойчев